# Historia de circulación monetaria en Azerbaiyán

## Dinero en los estados antiguos

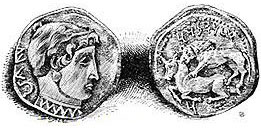
Monedas acuñadas en nombre de Alejandro Magno

A raíz de las investigaciones arqueológicas el análisis de los materiales numismáticos revela que la circulación de dinero en el territorio de Azerbaiyán ha existido en los siglos VII-VI a. C.. Según Yevgeni Pakhomov la circulación monetaria en Albania ha aparecido a principios del siglo III a. C. Aquí el dinero fue dracma y tetradracma de plata en nombre de Alejandro Magno, acuñado en Siria, Mesopotamia y Asia. Al final del siglo III a. C.- a principios del siglo II a. C. debido al desarrollo de relaciones monetarias en Albania la demanda de monedas aumentó y las cecas empezaron a funcionar. Las monedas platas fueron acuñadas aquí. En un lado de la moneda fue descrito el retrato de Alejandro Magno y en el otro lado una descripción de Zeus. En los períodos siguientes las monedas de Selevki, Frakia, Vflnia, Pontus, Bactrian y Atenas se utilizaron en la circulación monetaria de Albania.
A principios del siglo II a. C. las monedas Romanas también se han incluido en el territorio de Albania. Después de la invasión árabe Azerbaiyán se unió la circulación monetaria de Califato en el siglo VII.
Durante los siglos IX-XI en los estados feudales de Azerbaiyán, incluyendo a los Shirvanshah-Mazghid, Dinastía sáyida, dinastía salárida, dinastía rawádida, dinastía shaddádida monedas de plata, especialmente dirham de plata fueron la demanda  no sólo para el mercado de Azerbaiyán, pero también en el Cáucaso junto a las monedas de Califato actuaron como tipo de moneda internacional.  En los siglos XV-XVI las monedas de Shirvan fueron consideradas el pago en toda la región del Cáucaso.
En el sur del país exitieron las dinastías de laslenguas túrquicas - Kara Koyunlu, Ak Koyunlu, la dinastía de Safavid. Aquellos utilizaron las monedas de oro y de plata. Según el Tratado de Gulistan (1813) y el Tratado de Turkmenchay (1828) los khanates en el norte de Azerbaiyán fue prohibido acuñar las monedas después de la invasión de Rusia. Azerbaiyán fue incluido en la circulación monetaria de Rusia. Las muestras de dinero de los periodos diferentes fueron encontradas durante las búsquedas arqueológicas en Azerbaiyán.

## Primera moneda nacional del país

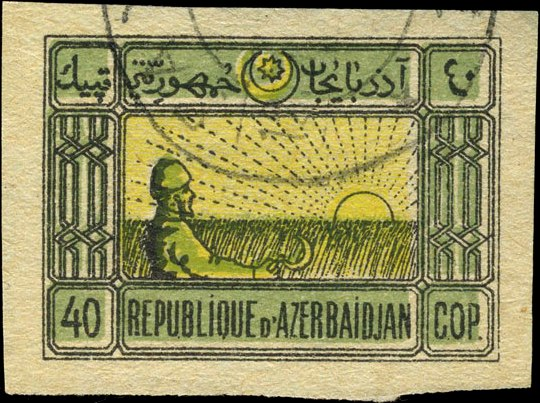
Unidad monetaria de la República de Azerbaiyán

La primera independiente emisión del dinero de la República de Azerbaiyán que es el primer estado democrático independiente en el mundo musulmán empieza con los billetes de 25, 50, 100 y 250 manat, emitidos a principios de 1919. Los nombres de las unidades de moneda que emitieron en 1919-1920 era manat en azerí y rublo en ruso. El objetivo principal fue aumentar la confianza de la población a la nueva moneda nueva quienes se han utilizados la moneda rusa desde hace muchos años. Al mismo tiempo la política económica de la República de Azerbaiyán en este campo se relacionó con el reconocimiento internacional de moneda nacional – manat. Por esta razón (considerando el francés como una lengua internacional) la República consideró que era necesario inscribir las palabras en billetes de 500 manat en lengua francesa.

## Billetes de era soviética

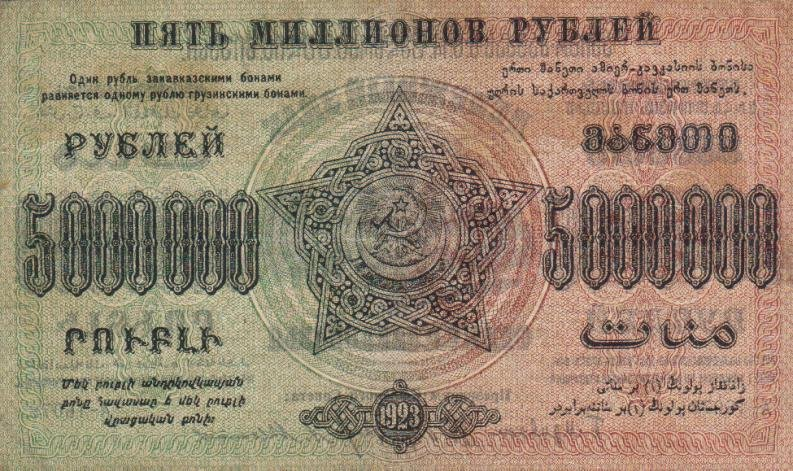

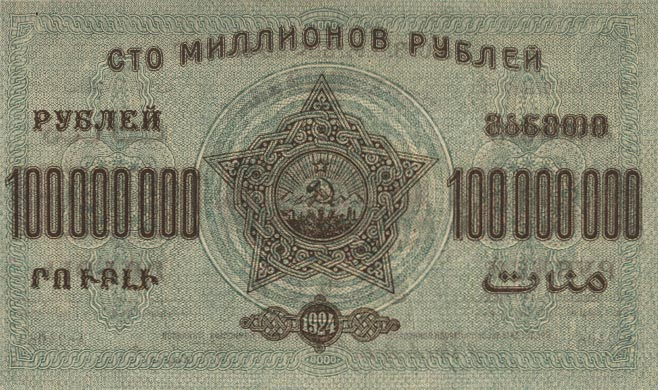

La segunda emisión de dinero en Azerbaiyán fue emitida en el año 1920 en nombre de la República Socialista Soviética de Azerbaiyán. En el marco de esta emisión se emitió el primer billete - 1000 rublo (en formato grande y 1000 manat (en formato pequeño) y en 1921 - cuatro denominaciones nuevas - billetes de 5000, 10000 , 25000 y 50000 manat. Por la crisis económica que empezó en 1921se pusieron en circulación tres billetes nuevos - 100000 (3 variantes), 250000 (2 variantes) y 1000000 (2 variantes) manat y a principios de 1923 - 5000000 manat. Todos los billetes contienen elementos de atributos estatales, como "creciente y estrella", "hoz y martillo" y la fecha emitida.
En 1923 el Banco Estatal de la Unión Soviética fue establecido y la sucursal del banco en Bakú se abrió, por eso el sistema bancario de Azerbaiyán se empezó a controlar de Moscú. Según la Constitución de Unión Soviética Azerbaiyán introdujo la Unión Soviética en 1936. La sucursal del Banco Estatal de la Unión Soviética fue operada hasta 1991 y rublo soviético funcionó como la moneda única en la Unión Soviética.

## Los primeros billetes nacionales de independencia

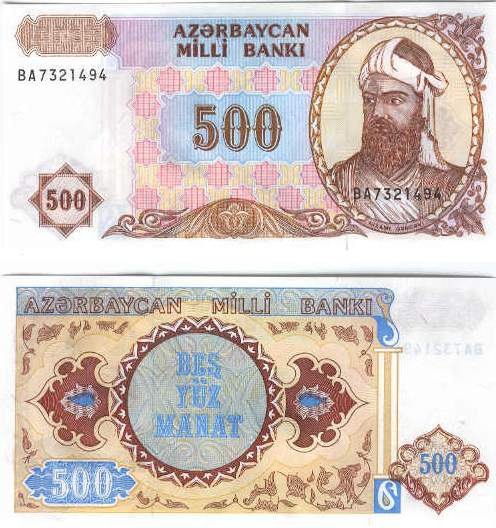
500 AZM (1993)

A finales del siglo XX la independencia de Azerbaiyán hizo un entorno para emitir la moneda nacional del país. La primera emisión de dinero de Azerbaiyán fue publicada por el Banco Central de Francia en 1992. Los billetes de 1 y 10 manat fue emitido en el diseño nuevo. El aspecto general del Palacio del Shirvanshahs se ha descrito en el billete de 10000 manat el billete emitido por Giesecke & Devrient en Alemania en 1994. Los billetes de 50000 manat emitidos por la compañía británica De La Rue se ha puesto a circulación desde 1996 y en el billete se describió el monumento arquitectónico en Najicheván - Mausoleo de Momine Khatun. En 2001 en el Reino Unido De La Rue emitió billete de 1000 manat en un diseño nuevo. Esta nota está dedicada a la extracción y producción de petróleo en Azerbaiyán.

## Circulación de billetes nuevos

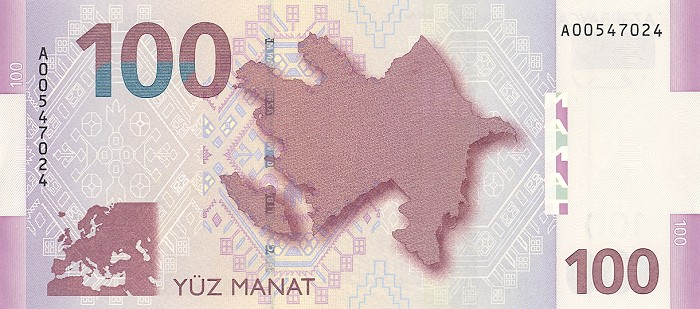
100 AZN (2006)

El 7 de febrero de 2005 el Presidente de la República de Azerbaiyán firmó el Decreto "El cambio el valor nominal de instrumentos monetarios y la escala de precios en la República de Azerbaiyán".
Según el decreto del 1 de enero de 2006 nuevo 1 AZN fue igual a 5000 AZM.
AZM y AZN conjuntamente han circulado durante 1 año - en 2006 y del 1 de enero de 2007 se estableció una plena transición al nuevo manat.
Nuevo manat para la circulación constó de 1, 5, 10, 20, 50, 100 denominación y 1, 3, 5, 10, 20, 50 monedas de metal.